# Johann Heinrich Benjamin Fortlage

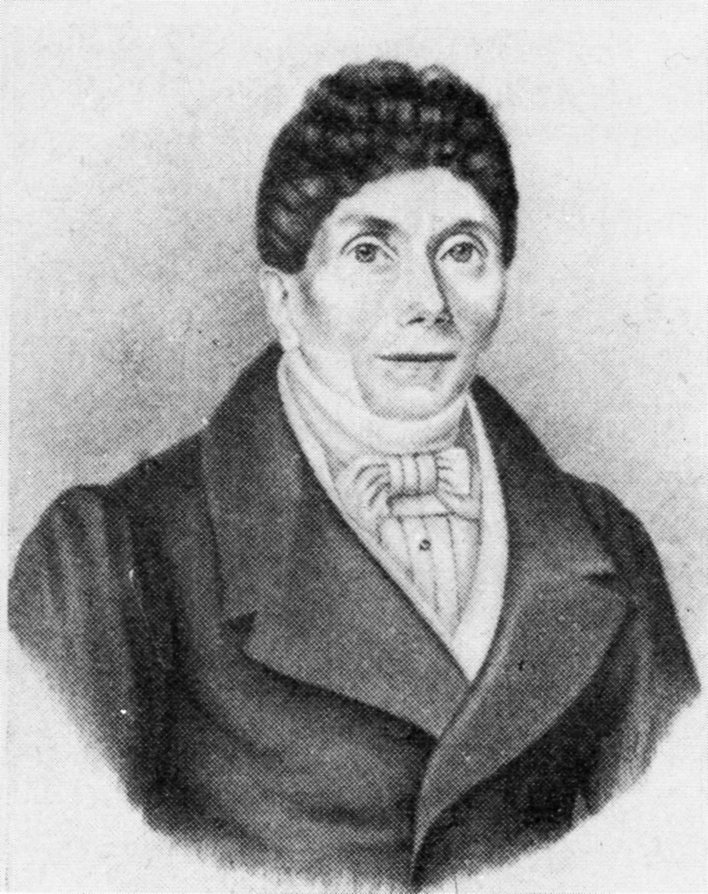
Johann Heinrich Benjamin Fortlage

Johann Heinrich Benjamin Fortlage (* 1. Januar 1770 in Osnabrück; † 17. Juni 1841 in Osnabrück) war ein Theologe, Gymnasiallehrer, Rektor und Schulreformer in Osnabrück. 

## Familie
Johann Heinrich Fortlage war ein Sohn des Osnabrücker Uhrmachers Bernhard Friedrich Fortlage und seiner Ehefrau Agnese Elisabeth Meyer. Er hatte einen Bruder, Franz Arnold Fortlage (1752–1816), Rektor des Ratsgymnasiums Osnabrück. Er heiratete 1800 in Osnabrück Maria Margarethe Schwartze (1779–1822), einzige Tochter des Kaufmanns F.A. Schwartze. Das Paar hatte zwei Söhne: Karl Fortlage (1806–1881), Philosophieprofessor und Heinrich Fortlage (1811–1895), Kaufmann und Senator in Osnabrück.

## Leben

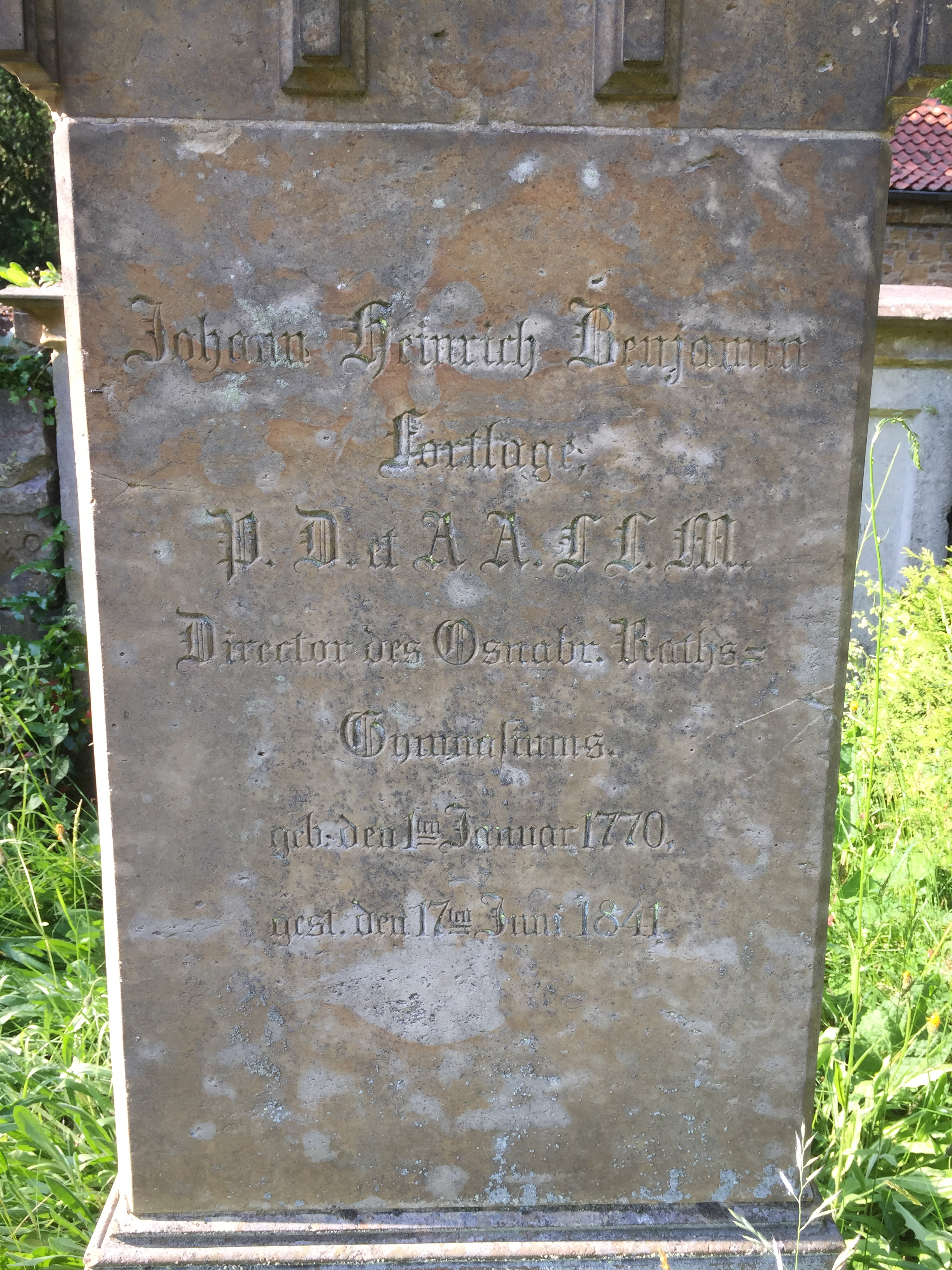
Grabstein auf dem Hasefriedhof

Seine erste Ausbildung erhielt er an der Kirchspiel-Schule, ehe er zu Ostern 1776 in die Infima des Ratsgymnasiums aufgenommen wurde. Dort war sein älterer Bruder Franz Arnold als Lehrer angestellt. Er gehörte auch dem Singe-Chor des Gymnasiums an, den er im Jahre 1787 Präfektus dirigierte. Im folgenden Jahr trat er öffentlich als Respondent in einer lateinischen Disputation auf. 1789 hielt er eine lateinische Abschlussrede und verließ die Schule. Er studierte in Göttingen Theologie und Philosophie. 
Im Jahre 1791 trug der Bürgermeister und Rat der Stadt Osnabrück ihm eine Vokation auf das Ratsgymnasium an. 1792 trat er die Stelle an. 1795 berief ihn die Mariengemeinde Osnabrück zum dritten Prediger. Als sein Bruder 1798 zum Nachfolger des an die Universität Kiel gewechselten Rektor Kleuker, zum Rektor des Ratsgymnasiums berufen wurde, nahm seinen jüngeren Bruder Johann Heinrich Benjamin Fortlage die Stelle als Konrektor der Schule an. 
Im gleichen Jahre erlangte er den Grad eines Doktors der Theologie mit seiner Dissertation »De veterum romanorum orationis funebribus« an der Universität zu Göttingen. Im Herbst des Jahres erhielt er sowohl sein Diplom als Doktor und Magister. 1798 hielt er seine Antrittsrede als Konrektor über »Die Anmuth und Würde der humanistischen Wissenschaften«. Bis Ostern 1799 behielt er noch sein Preidigeramt an der Kirche St. Marien.
Ab dem Jahre 1810 führte er die Geschäfte des Rektors des Ratsgymnasiums in Vertretung für seinen schwer erkrankten Bruder. Zugleich wurde er auch in die Kommission gewählt, die eine Anpassung der Osnabrücker Maße an das französische metrische System organisieren sollte. Nach dem Tode seines Bruders Franz Arnold im Jahre 1814 folgte seine Berufung als Rektor der Schule. Als solcher konnte er im Jahre 1817 den Neubau der Schule beziehen. Er war der erste Schulleiter des Ratsgymnasiums der den Titel eines »Direktors« erhielt. Bis zu seinem Tode im Jahre 1841 blieb er in dieser Position tätig. Sein Nachfolger wurde der bisherige Konrektor Bernhard Rudolf Abeken.
Fortlages Grabstein ist erhalten und befindet sich auf dem ehemaligen Hasefriedhof.

## Schriften
- De veterum Romanorum orationibus funebribus. Kißling, Osnabrück 1798 (Göttingen, Univ., Diss., 1798. - Vorlageform der Veröffentlichungsangabe: Osnabrugi, Ex Officina J. G. Kislingii, Typogr. Aul. MCCCXCVIII).
- Das Friedensfest zu Osnabrück. Den 24. Julius, 1814, nebst historischer Einleitung. Kißling, Osnabrück 1814.
- Einladungsschrift zu dem Schulactus, welcher zur Feier des höchst erfreulichen Geburtstages Seiner Königlichen Hoheit. des Prinzen Regenten, Montag, den 12. August, Morgens um 10 Uhr, auf dem hiesigen Rathsgymnasium angestellt werden soll. Osnabrück 1816.
- Nachricht von der gegenwärtigen Verfassung des Raths=Gymnasiums zu Osnabrück. Bei der Gelegenheit der Einweihung des neuen Gymnasial=Gebäudes. Osnabrück 1817.
- De praeceptis Horatianis ad artem beate vivendi spectantibus. Osnabrück 1835. Digitalisat der Bayrischen Staatsbibliothek.